# De todos modos Juan te llamas
De todos modos Juan te llamas es una película mexicana de 1976 dirigida por Marcela Fernández Violante.

## Sinopsis
El movimiento cristero, conocido como la guerra religiosa, desarrollado en el Occidente de México entre 1926 y 1929. Sus causas, sus acontecimientos y el comportamiento de los principales personajes de este episodio, que ilustra la dinámica social de esa época

## Argumento
En 1926 estalla la "Guerra Cristera", conflicto entre el Clero y el Estado mexicano que durará tres años, y el cual terminara cuando el gobierno y la Iglesia lleguen a un acuerdo. El general Guajardo, encargado de hacer cumplir las disposiciones del gobierno en la zona rural, ordena el encarcelamiento de los sacerdotes y la represión de la gente después de que su esposa, Beatriz, es asesinada en el interior de un templo. A raíz de la represión y el encarcelamiento, sacerdotes y campesinos se levantan en armas. Mientras tanto, el general Guajardo se tiene que encargar de la educación de sus hijos, Andrés, Gabriel y Armada, quienes se involucrarán en las diferentes tendencias políticas que van dándose por el país. Al mismo tiempo empieza la campaña electoral de dos candidatos a la presidencia, quienes serán asesinados para dejarle el camino limpio al general Álvaro Obregón para reelegirse. Guajardo se da cuenta de que para mantener la posición privilegiada y de poder que tiene deberá aliarse con los intereses que tienen los estadounidenses para que se acabe la Guerra Cristera; esto ocasiona que su sobrino, el coronel Bonilla, lo enfrente por su oportunismo y después sea asesinado por órdenes del general.

## Producción
La filmación empezó el 21 de noviembre de 1974,  duró cuatro semanas, en Tulancingo, y en el Ex Convento Agustino San Miguel Arcángel de Acatlán del estado de Hidalgo. Tuvo un costo de 600 mil pesos y fue estrenada el 23 de diciembre de 1976 en el cine París.

## Reparto
- Jorge Russek como Gerardo Guajardo.
- Juan Ferrara como el Coronel Gontrán Bonilla.
- Rocío Brambila como Armada Guajardo.
- Patricia Aspíllaga como Beatriz Guajardo.
- José Martí como el cura.
- Salvador Sánchez como el General Gómez.
- Pilar Souza como Eduviges.
- Ramón Menéndez como el cónsul Harry Lynch.
- Jorge Fegan como el General Escobedo.
- Carlos Rotzinger como el General Soriano.
- Manuel Dondé como Melquiades.[2]

## Premios y reconocimientos
Premios Ariel
| Categoría                   | Persona                                                 | Resultado |
| --------------------------- | ------------------------------------------------------- | --------- |
| Mejor Película              | Mejor Película                                          | Nominada  |
| Mejor Director              | Marcela Fernández Violante                              | Nominada  |
| Mejor Actriz                | Rocío Brambila                                          | Ganadora  |
| Mejor Actriz                | Patricia Aspíllaga                                      | Nominada  |
| Mejor Actor                 | Jorge Russek                                            | Ganador   |
| Mejor Actor                 | Juan Ferrara                                            | Nominado  |
| Mejor Guion Cinematográfico | Marcela Fernández Violante Adrián Palomeque Mitl Valdez | Nominados |
| Mejor Argumento Original    | Marcela Fernández Violante Adrián Palomeque Mitl Valdez | Nominados |
| Mejor Edición               | Marcelino Aupart                                        | Nominado  |
| Mejor Música                | Mili Bermejo                                            | Nominada  |
| Mejor Ambientación          | Marcela Fernández Violante                              | Nominada  |